# سانشاین رانچس، فلوریدا
سانشاین رانچس (به انگلیسی: Sunshine Ranches) یک منطقهٔ مسکونی در ایالات متحده آمریکا است که در شهرستان براوارد، فلوریدا واقع شده‌است. سانشاین رانچس ۱۰٫۸ کیلومتر مربع مساحت و ۱٬۷۰۴ نفر جمعیت دارد و ۱ متر بالاتر از سطح دریا قرار دارد.